# Worms-Herrnsheim
Herrnsheim (prononciation ˈhɛʁns.haɪm, en patois ˈhɛnzəm) est un faubourg de Worms, en Rhénanie-Palatinat et se trouve 5 km plus nord-est du centre de Worms.

## Histoire
Herrnsheim est mentionné pour la première fois dans un document de l'abbaye de Lorsch sous le nom de « Harlesheim ». Herrnsheim avait comme propriétaire les Ducs de Leiningen (Grafen von Leiningen). Après que les trésoriers municipaux (dits von Dalberg, famille de chevaliers du Reich) pussent agrandir leurs propriétés dans le village et consolider ses droits, la famille obtint Herrnsheim comme fief (Lehen). Philipp, trésorier de Worms, établissait sa résidence dans le village. En 1460, construction d’un château fort en même temps que les murailles. De 1470 jusqu’en 1492 transformation de la chapelle de l’église St. Pierre (Pfarrkirche St. Peter) en tombe familiale. En 1581, introduction de la Réforme par la Palatinat (Kurpfalz). En 1686, ré-établissement de la confession catholique sous l’occupation des Français restant encore dans nos jours la confession dominante. Le village était toujours sous la direction des Dalberg jusqu'à la fin du « Altes Reich ». De 1500 jusqu’à 1803, Herrnsheim était un État proprement dit sous les seigneurs de Dalberg.

## Administration
| Période | Période | Identité          | Étiquette | Qualité         |
| ------- | ------- | ----------------- | --------- | --------------- |
| 1945    | 1957    | Josef Kercher     | CDU       | Ortsvorsteher   |
| 1957    | 1975    | Herrmann Röß      | CDU       | Ortsvorsteher   |
| 1975    | 1983    | Martin Gerster    | CDU       | Ortsvorsteher   |
| 1983    | 1989    | Josef Wolf        | CDU       | Ortsvorsteher   |
| 1989    | 2004    | Hans Kissel       | SPD       | Ortsvorsteher   |
| 2004    | 2014    | Silvia Gutjahr    | CDU       | Ortsvorsteherin |
| 2014    | --      | Andreas Wasilakis | CDU       | Ortsvorsteher   |

## Curiosités
La plus grande curiosité de Herrnsheim est probablement son château construite dans le style impérial et classique. Il était autrefois le siège des seigneurs de Dalberg, trésoriers de l’évêque de Worms. L’école primaire s’appelle encore aujourd’hui « Dalbergschule ». Une fois par an il y a une fête des vins dans la cour du château où les vignerons de Herrnsheim présentent leurs vins. Aujourd’hui, la municipalité de Worms est le propriétaire du château et s’en sert pour des occasions représentatives. Le parc du château est avec ses 10,2 ha le plus grand jardin style anglais en Rhénanie-Palatinat. Il fut créé entre 1788 jusqu’à 1792 par le paysagiste Friedrich Ludwig von Sckell. Dans ce jardin vous trouvez des étangs avec des ponts, des îles, des canaux et une grotte ; il y a de vastes terrains de gazon ou forestiers. Le parcours est de la façon qu’il y a toujours une autre vue sur l’ensemble jardinier.
Il y a même la légende que Friedrich Schiller séjournait à Herrnsheim pour travailler dans le tour qui porte dès lors son nom (Schillertürmchen). Autour de Herrnsheim vous trouvez encore quelques restes de l’enceinte. Dans la rue Mauergarten il y a un portail déclaré (denkmalgeschützt). Un peu plus loin il y a un cimetière juif.
Autour de Herrnsheim il y a beaucoup de vignobles avec la possibilité d’une jolie promenade avec vue sur le Taunus, le Odenwald et sur la silhouette (industrielle) de la BASF. En été, un plan d’eau (Herrnsheimer Badesee) invite pour une baignade. Dans le petit bois, « Herrnsheimer Klauern », se trouve une promenade pédagogique.

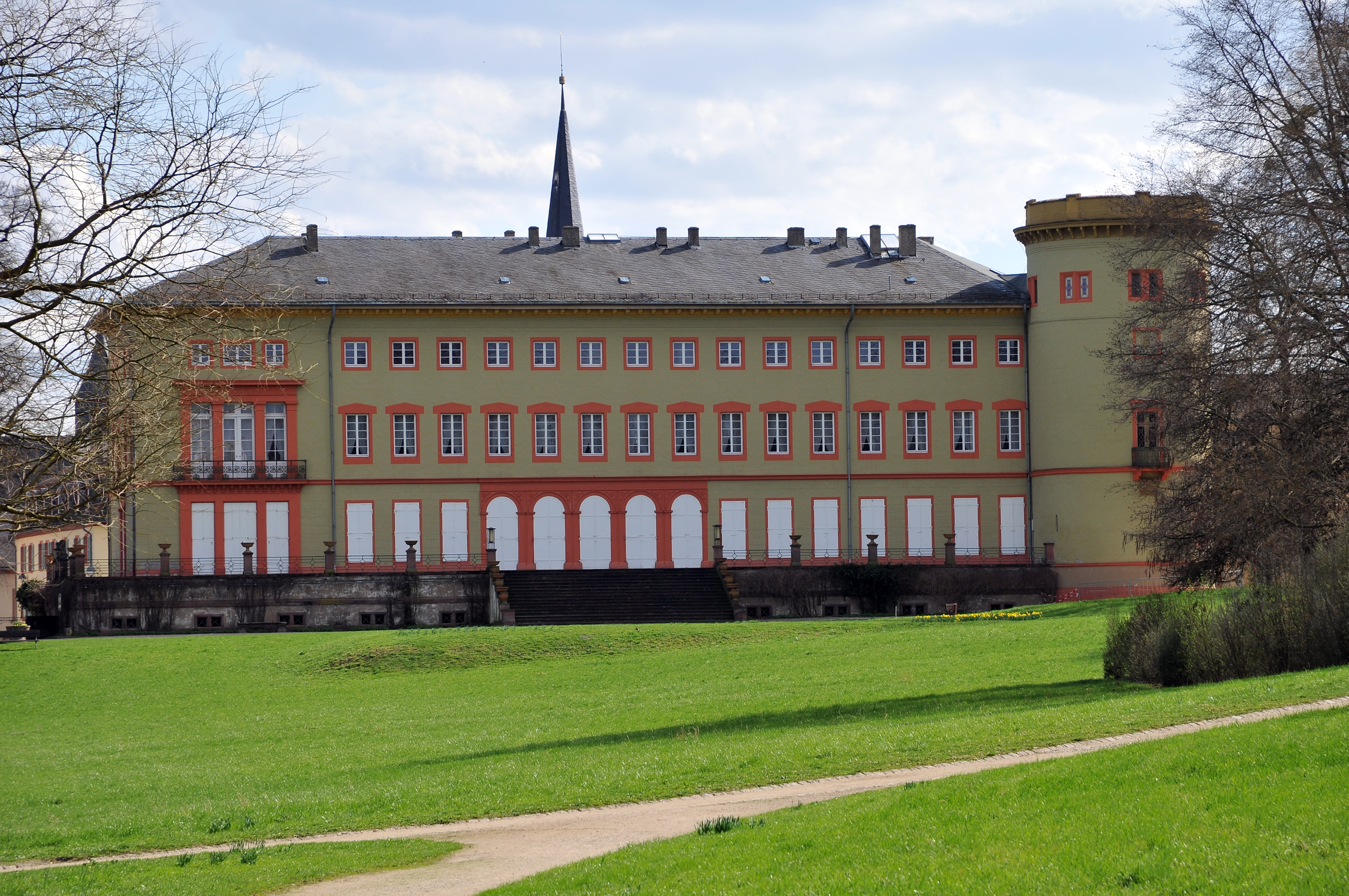
Château de Herrnsheim
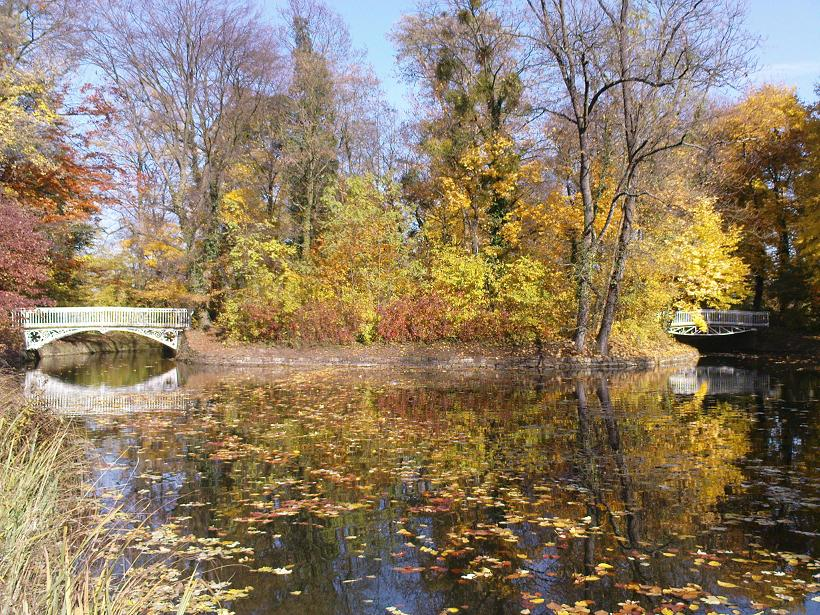
dans le park du Château
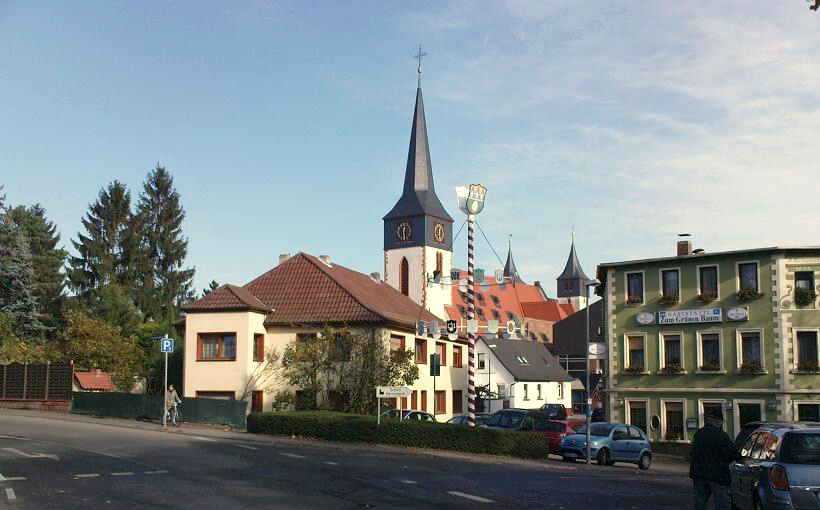
Vue sur l'église catholique